# 영광옥당중학교
영광옥당중학교(靈光玉堂中學校)는 대한민국 전라남도 영광군 영광읍 무령리에 있는 공립 중학교이다.

## 학교 연혁
- 1961년 5월 27일 : 영광여자중학교 설립 6학급 인가
- 1961년 7월 30일 : 초대 조규조 교장 부임
- 1962년 2월 12일 : 제1회 72명 졸업
- 1980년 3월 1일 : 영광여자고등학교와 분리
- 1985년 6월 11일 : 30학급 인가
- 2023년 9월 1일 : 제22대 허영 교장 부임
- 2024년 3월 1일 : 영광옥당중학교로 교명 변경 (남녀공학 개편)
- 2025년 1월 8일 : 제64회 125명 졸업 (총 졸업생 수 15,530명)

## 참고 자료
- 영광옥당중학교 - 한국교육학술정보원 학교알리미